# Torgny Tholerus
Torgny Tholerus, född 1 november 1944, är en svensk programmerare. Han utvecklade KOM-systemet tillsammans med Jacob Palme. Han har utvecklat ett flerspråkigt innehållshanteringssystem (Content Management System, CMS) för webbsajten Web4Health.

## Biografi
Tholerus har en filosofie kandidatexamen från Uppsala universitet. Vid sidan av studierna var han engagerad i föreningslivet, bland annat i Syndikalistiska föreningen i Uppsala. Där fick han tillgång till en stencilapparat och kom därför att bli chefredaktör den nya tidningen Anarkisten. Målsättningen med tidningen var att kringgå traditionella kommunikationssystem genom att tillåta läsarna att kommunicera med varandra genom helt ocensurerade insändare. Efter ett års utgivning la Tholerus ned tidningen då det krävdes för mycket arbete. Det sista numret av Anarkisten gavs ut i 600 exemplar. Via datologienheten på universitetet hade han stött på datorer, stora IBM-datorer med stansade hålkort, och insåg att kommunikationen behövde teknisk hjälp.
År 1972 kom han i kontakt med Jacob Palme på Försvarets forskningsanstalt (FOA) som hade liknande tankar om kommunikation. När FOA skulle utlokaliseras ansåg Palme att det skulle behövas ett system för att koppla ihop de olika avdelningarna som låg i sex olika städer i landet. Genom Tomas Ohlin köpte FOA då in det amerikanska forumverktyget Forum Planet, som var ett av de första i sitt slag. Torgny Tholerus, som vid den tiden arbetade på datalogilaboratoriet i Uppsala, fick i uppdrag att översätta systemet. År 1976 började Torgny Tholerus programmera för försvarets räkning och resultatet blev KOM-systemet som stod klart 1978. Det var ett av världens allra första sociala nätverk och det allra första i Sverige. Systemet var till för de anställda på FOA och fungerade som ett intranät där allt möjligt diskuterades.
Torgny Tholerus skrev senare nya versioner av KOM-systemet: SuperKOM och KOM95 som hade ett grafiskt gränssnitt. Tillsammans med Jacob Palme och Tomas Ohlin anses Tholerus ha varit svensk pionjär för tanken på datorn som medium för utbyte av information och tankar.